# Tesoro di Villena

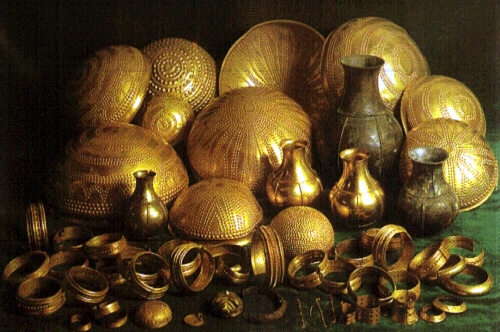
Il tesoro di Villena nel suo insieme.

Con il nome Tesoro di Villena è indicato uno dei più vasti ritrovamenti di oggetti preziosi risalenti all'età del bronzo; il tesoro fu scoperto in Spagna e consiste di ben 59 oggetti di oro, argento, ferro ed ambra, per un totale di circa 10 kg, con 9 oggetti di oro a 23,5 carati. Queste caratteristiche ne fanno uno dei tesori più ricchi della preistoria europea, secondo solo alle tombe reali di Micene. Gli oggetti in ferro sono i più antichi ritrovati nella penisola iberica e risalgono al periodo in cui il ferro era considerato un metallo prezioso. Fra gli oggetti in oro vi sono undici recipienti, tre bottiglie e ben 28 braccialetti.
Il tesoro fu scoperto nel dicembre 1963 dall'archeologo José María Soler 5 km da Villena, e da allora è la principale attrazione del Museo Archeologico di Villena.